# Barranc dels Llidoners
El barranc dels Llidoners està situat a l'entitat de població de Benimaurell al municipi de La Vall de Laguar, a la Marina Alta. És un barranc de roca calcària on es practica el barranquisme, és molt obert i amb 2 grans ràpels de 50 metres i una llera poc excavada. Al final del barranc, a la desembocadura al barranc de Racons es forma un xicotet estret.

## Història
L'any 1998 els tres integrants del Centre Excursionista de Xàbia José Vicente Serra (Miero), Rafael Serra i Ramón Chao van fer el primer descens.